# Alois Prohaska
Alois Prohaska (* 16. April 1986) ist ein ehemaliger österreichischer Fußballspieler. Er spielte auf der Position des Verteidigers.

## Karriere
Prohaska begann im Nachwuchs des SR Donaufeld Fußball zu spielen und kam bereits als U19 Spieler in die Kampfmannschaft zu Einsätzen. Der Wiener spielt zumeist auf der Position des linken Verteidigers.
Zur Saison 2005/2006 wechselte er in die Regionalliga zum PSV Team für Wien und konnte sich auch eine Spielklasse höher durchsetzen. In den 2 Jahren bei PSV Team für Wien wurde der Innenverteidiger zum Stammspieler und zu einer wichtigen Stütze der Mannschaft. Außerdem war er einer der torgefährlichsten Verteidiger der Liga.
Im Sommer 2007 wechselte er zu ESV Parndorf in die Erste Liga (zweithöchste Spielstufe in Österreich) und konnte bei seinem  Erste-Liga-Debüt am 31. Juli 2007 gegen den SV Bad Aussee den Ausgleichstreffer zum 1:1 erzielen (das Spiel endete 3:2 für Parndorf). Dieses Tor war typisch für ihn, da er es per Kopf nach einem Eckball erzielte. Im selben Spiel sah er auch die Gelb-Rote Karte. Somit war es ein sehr kurioser erster Auftritt im österreichischen Profifußball.
Im März 2008 wurde er gemeinsam mit Benjamin Sulimani von SC ESV Parndorf suspendiert, weil sich die beiden einen Arzt in Deutschland gesucht hatten. Später verschlug es Prohaska zurück zum FAC Team für Wien, von denen er zum SV Horn nach Niederösterreich wechselte. Bei den Waldviertlern wurde er jedoch unglücklich und landete schließlich wieder in Wien bei seinem Jugendverein, dem SR Donaufeld. Von Dort folgte er dem Ruf von Damir Canadi zum SC Simmering. Nach guten Leistungen wurde er im Sommer 2012 wieder vom FAC Team für Wien verpflichtet.
Mit den Floridsdorfern schaffte Prohaska in der Saison 2013/14 den Aufstieg in Österreichs zweithöchste Spielklasse. In der Saison 2015/16 beendete Prohaska seine Karriere.